# Rydebäck
Rydebäck est une localité de Suède dans la commune d'Helsingborg en Scanie.
Sa population était de 6 379 habitants en 2019.

## Personnalités liées à la commune
- Andreas Linde (1993-), footballeur suédois.